# 青海ひな乃
青海 ひな乃（あおうみ ひなの、2000年〈平成12年〉11月2日 - ）は、日本のアイドルであり、女性アイドルグループSKE48チームEのメンバー、及び派生ユニットカミングフレーバーのメンバーである。2023年よりグローバルユニットQuadlipsのメンバーとしても活動している。
愛知県尾張旭市出身。ゼスト所属。カミングフレーバーでは「HINANO」名義で活動している。

## 略歴
2018年12月9日、SKE48第9期生オーディションに合格。グループのことをほとんど知らずに加入したが、当時父親が脳梗塞で倒れており、「ひな乃が踊っている姿を見せたら、お父さんが喜ぶんじゃないか」と兄に背中を押され、SKE48を進路として選択した。同月31日に行われた「SKE48忘れられない大忘年会2018」おいて、SKE48の9期生としてお披露目。
2019年7月24日、「FRUSTRATION」のカップリング曲「せ～ので言おうぜ!」でカミングフレーバーが結成される。
2021年2月3日に発売されたSKE48の27枚目のシングル「恋落ちフラグ」で、シングル表題曲の歌唱メンバーに初選出。
同年7月22日、SKE48の28thシングル「あの頃の君を見つけた」で、先述の全員選抜曲であった「恋落ちフラグ」を除くと初めてシングル表題曲の選抜に選ばれた。
2022年9月1日に発売された30thシングル「絶対インスピレーション」で、初めてシングル表題曲のセンターに選ばれた。
2023年1月6日に発表された、AKB48グループ新聞が主催する48Timesアワード2022にて、「青海を君に賞」を受賞。
同年10月29日に、AKB48グループ初のグローバルユニット「Quadlips」に日本からのメンバーとして加入する事が発表された。
2025年1月1日、SKE48劇場にて新チーム体制にともなうメンバー編成の発表が行われ、チームEへの配属が発表された。

## 人物
- 愛称は、ひなの[1]。
- キャッチフレーズは「みんなが好きなのは誰なのー？（ひなのー）」を使用している[1]。

## SKE48での参加曲

### シングル選抜楽曲
SKE48名義
- 「FRUSTRATION」に収録
  - せ～ので言おうぜ! - 「カミングフレーバー」名義
  - 滑り台から - 「研究生」名義（センター）
- 「ソーユートコあるよね?」に収録
  - 君のいない世界 - 「カミングフレーバー」名義
  - 恋の根拠 - 「ハイウェイガールズ」名義
- 恋落ちフラグ
  - 音の割れたチャイム - 「カミングフレーバー」名義（野村実代とのWセンター）
  - Change Your World - 「Black Pearl」名義
- あの頃の君を見つけた
- 「心にFlower」に収録
  - じゃないロマンティック（センター）
- 絶対インスピレーション（センター）
- 好きになっちゃった
  - 愛してるって言われたことがない - 「TeamS」名義（野村実代とのWセンター）

### 劇場公演ユニット曲
SKE48「青春ガールズ」公演
- Blue rose（髙塚夏生、福士奈央のアンダー）
- 禁じられた2人（江籠裕奈のアンダー）

SKE48「手をつなぎながら」公演
- Glory days
- 雨のピアニスト（荒井優希のアンダー）

- チームS 7th Stage 「愛を君に、愛を僕に」
  - 流星

## 出演

### テレビドラマ
- 名古屋行き最終列車2019〜夏〜内海で愛を叫ぼう（2019年8月3日、名古屋テレビ放送） - みま 役[9]
  - 花火大会 当日ver.・花火大会 後ver.（2019年8月17日・27日、ケーブルテレビ CNCIグループ コミニティチャンネル・メ〜テレ公式 YouTubeチャンネル）
- メディウムダイバー（2021年10月2日、テレビ埼玉） - 新垣梨沙 役[10]

### その他のテレビ番組
- ミュージックブレイク～iの流儀（2022年3月1日 - 、テレビ東京） - MC[11][12]